# Altemir Marquez da Cruz
Altemir Marques da Cruz (Curitiba, 10 de outubro de 1938 — Curitiba, 13 de julho de 2019) foi um futebolista brasileiro que atuou como lateral-direito. Jogou pelo Grêmio e Atlético Paranaense na década de 1960.

## Grêmio
Pelo Grêmio, ganhou a Copa Rio de la Plata, em 1968, competição organizada pela CBF, AFA e a Asociación Uruguaya de Fútbol. O torneio contou com as presenças do Nacional, Peñarol, Grêmio e Internacional, já que os times argentinos (Independiente e Estudiantes) desistiram. Na final, em 16 de junho, no Estádio Olímpico, o Grêmio ganhou do Nacional, por dois a um, com um gol de Altemir. Figura de destaque na história gremista, tem seu nome eternizado na Calçada da Fama gremista.

## Homenagem
O nome do auxiliar de arbitragem Altemir Haussmann, que atua no Campeonato Brasileiro, é uma homenagem ao lateral que ajudou ao Grêmio na conquista do heptacampeonato gaúcho em 1968.

## Seleção Brasileira de Futebol
| Tabela dos jogos pela seleção | Tabela dos jogos pela seleção | Tabela dos jogos pela seleção | Tabela dos jogos pela seleção | Tabela dos jogos pela seleção | Tabela dos jogos pela seleção | Tabela dos jogos pela seleção |
| #                             | Data                          | Local                         | Resultado                     | Adversário                    | Torneio                       |                               |
| ----------------------------- | ----------------------------- | ----------------------------- | ----------------------------- | ----------------------------- | ----------------------------- | ----------------------------- |
| 1.                            | 17.04.1966                    | Santiago                      | 1–0                           | Chile                         | Taça Bernardo O'Higgins 1966  |                               |
| 2.                            | 20.04.1966                    | Santiago                      | 1–2                           | Chile                         | Taça Bernardo O'Higgins 1966  |                               |

## Morte
Morreu no dia 13 de julho de 2019, ao sofrer um AVC em sua casa, na capital paranaense, aos 80 anos.

## Títulos
Grêmio
- Campeonato Gaúcho: 1964, 1968

Seleção Brasileira
- Taça Bernardo O'Higgins: 1966